# Campeonato Amazonense de Futebol de 2014 - Segunda Divisão
O Campeonato Amazonense de Futebol de 2014 - Segunda Divisão, também apelidado de Barezão 2014 - Série B, foi a 6ª edição da segunda divisão do principal campeonato de futebol do estado do Amazonas, organizado pela FAF. A competição foi iniciada em 1 de novembro e terminou em 7 de dezembro.
O campeonato foi disputado em 2 turnos: a Taça Estado do Amazonas, vencida pelo Rio Negro, e a Taça Cidade de Manaus, vencida pelo Operário. Com isso, Operário e Rio Negro conseguiram acesso à Série A de 2015. A final, entre esses dois clubes, foi vencida pelo Operário por 3-1, assim o Sapão se sagrou bicampeão da Série B do Barezão.

## Participantes em 2014
| Equipe          | Cidade               | Em 2013        | Estádio       | Capacidade |
| CDC Nova Olinda | Nova Olinda do Norte | Não Participou | Castanheirão  | 3 000      |
| Clíper          | Manaus               | Não Participou | Carlos Zamith | 5 000      |
| Operário        | Manacapuru           | Não Participou | Colina        | 10 000     |
| Rio Negro       | Manaus               | 9º (A)         | Colina        | 10 000     |
| Tarumã          | Manaus               | 10º (A)        | Carlos Zamith | 5 000      |

## Regulamento
O Campeonato foi disputado com turno e returno, por pontos corridos, foi 10 rodadas, cada turno com 5, e os campeões de cada turno serão promovidos para a Série A de 2015 e irão disputar a final, com apenas um jogo, 1° Campeão X 2° Campeão, e o vencedor desse jogo será considerado campeão da Série B.

## 1° Turno (Taça Estado do Amazonas)
| Classificação | Classificação   | Classificação | Classificação | Classificação | Classificação | Classificação | Classificação | Classificação | Classificação |
| Pos           | Times           | Pts           | J             | V             | E             | D             | GP            | GC            | SG            |
| ------------- | --------------- | ------------- | ------------- | ------------- | ------------- | ------------- | ------------- | ------------- | ------------- |
| 1             | Rio Negro       | 10            | 4             | 3             | 1             | 0             | 8             | 4             | 4             |
| 2             | Operário        | 7             | 4             | 2             | 1             | 1             | 10            | 4             | 6             |
| 3             | CDC Nova Olinda | 5             | 4             | 1             | 2             | 1             | 7             | 9             | -2            |
| 4             | Tarumã          | 3             | 4             | 1             | 0             | 3             | 8             | 13            | -5            |
| 5             | Clíper          | 2             | 4             | 0             | 2             | 2             | 3             | 6             | -3            |

| Resultados      | Resultados | Resultados | Resultados | Resultados | Resultados |
|                 | CDC        | CLI        | OPE        | RNE        | TAR        |
| --------------- | ---------- | ---------- | ---------- | ---------- | ---------- |
| CDC Nova Olinda | —          | 0–0        |            |            | 5–3        |
| Clíper          |            | —          | 1–1        | 0–2        |            |
| Operário        | 4–0        |            | —          |            | 4–1        |
| Rio Negro       | 2–2        |            | 2–1        | —          |            |
| Tarumã          |            | 3–2        |            | 1–2        | —          |

|  |  |

|  |                      |
|  | Vitória do mandante  |
|  | Vitória do visitante |
|  | Empate               |

### Desempenho por rodada
Clubes que lideraram a cada rodada:
| Rodadas | Rodadas | Rodadas | Rodadas | Rodadas |
| ------- | ------- | ------- | ------- | ------- |
| 1       | 2       | 3       | 4       | 5       |
| RNE     |         |         |         |         |

Clubes que ficaram na última posição de cada rodada:
| Rodadas | Rodadas | Rodadas | Rodadas | Rodadas |
| ------- | ------- | ------- | ------- | ------- |
| 1       | 2       | 3       | 4       | 5       |
| OPE     | TAR     | TAR     | TAR     | CLI     |

## 2° Turno (Taça Cidade de Manaus)
| Classificação | Classificação   | Classificação | Classificação | Classificação | Classificação | Classificação | Classificação | Classificação | Classificação |
| Pos           | Times           | Pts           | J             | V             | E             | D             | GP            | GC            | SG            |
| ------------- | --------------- | ------------- | ------------- | ------------- | ------------- | ------------- | ------------- | ------------- | ------------- |
| 1             | Operário        | 10            | 4             | 3             | 1             | 0             | 8             | 3             | 5             |
| 2             | Rio Negro       | 9             | 4             | 3             | 0             | 1             | 11            | 3             | 8             |
| 3             | CDC Nova Olinda | 7             | 4             | 2             | 1             | 1             | 7             | 4             | 3             |
| 4             | Clíper          | 3             | 4             | 1             | 0             | 3             | 2             | 11            | -9            |
| 5             | Tarumã          | 0             | 4             | 0             | 0             | 4             | 3             | 10            | -7            |

| Resultados      | Resultados | Resultados | Resultados | Resultados | Resultados |
|                 | CDC        | CLI        | OPE        | RNE        | TAR        |
| --------------- | ---------- | ---------- | ---------- | ---------- | ---------- |
| CDC Nova Olinda | —          |            | 2–2        | 1–2        |            |
| Clíper          | 0–3        | —          |            |            | 2–1        |
| Operário        |            | 2–0        | —          | 1–0        |            |
| Rio Negro       |            | 5–0        |            | —          | 4–1        |
| Tarumã          | 0–1        |            | 1–3        |            | —          |

|  |  |

|  |                      |
|  | Vitória do mandante  |
|  | Vitória do visitante |
|  | Empate               |

### Desempenho por rodada
Clubes que lideraram a cada rodada:
| Rodadas | Rodadas | Rodadas | Rodadas | Rodadas |     |
| ------- | ------- | ------- | ------- | ------- | --- |
| 1       | 2       | 3       | 4       | 5       |     |
| RNE     | OPE     | RNE     | RNE     | OPE     | OPE |
| CLI     | OPE     | RNE     | RNE     | OPE     | OPE |

Clubes que ficaram na última posição de cada rodada:
| Rodadas | Rodadas | Rodadas | Rodadas | Rodadas |
| ------- | ------- | ------- | ------- | ------- |
| 1       | 2       | 3       | 4       | 5       |
| TAR     | TAR     | TAR     | TAR     | TAR     |
| CDC     | TAR     | TAR     | TAR     | TAR     |

## Classificação Geral
| Classificação | Classificação   | Classificação | Classificação | Classificação | Classificação | Classificação | Classificação | Classificação | Classificação |
| Pos           | Times           | Pts           | J             | V             | E             | D             | GP            | GC            | SG            |
| ------------- | --------------- | ------------- | ------------- | ------------- | ------------- | ------------- | ------------- | ------------- | ------------- |
| 1             | Rio Negro       | 19            | 8             | 6             | 1             | 1             | 19            | 7             | 12            |
| 2             | Operário        | 17            | 8             | 5             | 2             | 1             | 18            | 7             | 11            |
| 3             | CDC Nova Olinda | 12            | 8             | 3             | 3             | 2             | 14            | 13            | 1             |
| 4             | Clíper          | 5             | 8             | 1             | 2             | 5             | 5             | 17            | -12           |
| 5             | Tarumã          | 3             | 8             | 1             | 0             | 7             | 11            | 23            | -12           |